# Mitchitamou
Mitchitamou, ime za jedno pleme iz skupine pravih Algonquina koji se spominju ranim dokumentima iz 17. stoljeća (Jesuit Rel., 1640) uz plemena pod nazivima Timiscimi, Outimagami, Ouachegami, Outurbi i Kiristinon.
Sultzman ih navodi kao jednu od bandi udruženu s Algonkinima.